# Foramen de l'apex de la dent
Les foramens des apex des dents (ou foramens apicaux) sont les ouvertures situées aux apex des racines des dents.
Ils permettent le passage d'une artère, d'une veine et d'un nerf dans la dent et se mêlent aux tissus mous internes de la dent formant la pulpe dentaire.
De plus, le foramen apical est le point où la pulpe rencontre les tissus conjonctifs qui entourent et soutiennent la dent.

## Description
La taille moyenne de l'orifice est de 0,3 à 0,4 mm de diamètre. Il peut y avoir deux foramens ou plus séparés par une portion de dentine et de cément ou par du cément uniquement. Si plus d'un foramen est présent sur chaque racine, le plus grand est désigné comme le foramen apical et les autres sont considérés comme des foramens accessoires.

### Delta apical
Lorsque les foramens apicaux sont multiples on parle de delta apical, car le motif observé en coupe microscopique rappelle celui du delta d'une rivière.

## Aspect clinique

### Traitement endodontique
Le foramen apical est important en endodontie, car on considère qu'il est nécessaire de procéder à un débridement chimio-mécanique approfondi de l'espace pulpaire pour éliminer tous les tissus nécrotiques et minimiser le risque infectieux.
Idéalement, ce débridement devrait aller jusqu'au foramen apical. En réalité, la détermination de la position exacte du foramen apical est problématique, nécessitant une radiographie et/ou l'utilisation d'un localisateur d'apex électronique. Une dent peut avoir plusieurs petits canaux accessoires dans la zone de l'apex de la racine formant un delta apical qui peut compliquer le cette localisation.
La présence d'un delta apical peut rendre plus incertain la réussite d'un traitement endodontique. Il faut alors procéder à une apectomie pour éliminer le delta apical et maximiser les chances de guérison.

### Variation
Une constriction apicale est souvent présente.
Dans les dents immatures, la racine n'est pas complètement formée, ce qui conduit à un apex ouvert. Cela se voit également dans certaines pathologies dentaires.